# Kamenický Šenov
Kamenický Šenov es una localidad del distrito de Česká Lípa en la región de Liberec, República Checa, con una población estimada a principio del año 2018 de 3931 habitantes. 
Se encuentra ubicada al oeste de la región, en la zona de los montes Jizera (Sudetes occidentales) y el río Jizera —un afluente derecho del río Elba—, a poca distancia al norte de Praga y cerca de la frontera con las regiones de Ústí nad Labem y Bohemia Central.